# 그린생명과학
그린생명과학 주식회사는 전라남도 여수시에 본사를 둔 제약 및 바이오 기업이다.

## 연혁
- 2005년 4월 1일: 회사 설립
- 2009년 12월 22일: 코스닥 시장 상장
- 2023년 5월: 그린생명과학으로 상호 변경

## 본점 및 지점 현황
- 본사: 전라남도 여수시 여수산단2로 84 (화치동)
- 서울사무소: 서울특별시 마포구 마포대로 86